# Algemeen-Nederlands Verbond
Algemeen-Nederlands Verbond (ANV), en français l’Union générale néerlandaise, créée en 1895, est une association de droit néerlandais qui a pour but de promouvoir la coopération entre les Pays-Bas et la Flandre.

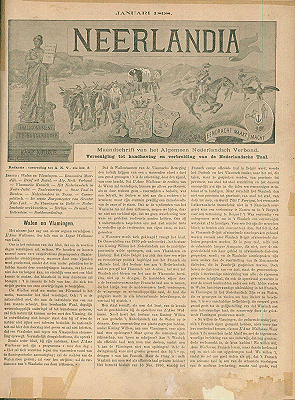
Page de couverture du numéro de janvier 1898 de Neerlandia, bulletin mensuel de l'Union générale néerlandaise

L'ANV dispose de trois branches, représentant les Pays-Bas, la Flandre et l'Afrique du Sud.  L'ANV est une association ouverte.  Depuis 2008, seules les personnes physiques peuvent devenir membre.  L'Union compte parmi ses réalisations la contribution à la création, en 1980, de l'Union de la langue néerlandaise entre les Pays-Bas et la Belgique (élargie en 2003 pour inclure le Suriname) et le pacte culturel entre les Pays-Bas et la Flandre de 1995.
Elle publie un magazine : Neerlandia / Nederlands van Nu (Du néerlandais/Le néerlandais d'aujourd'hui). 

## Bref historique

### 1895-1898
Le 27 avril 1895, Hippoliet Meert, invité par la société De Distel (Le Chardon) à Bruxelles, parla de l'ampleur de la zone linguistique néerlandaise.  À la suite de son exposé, on décida, la même soirée, de procéder à la fondation de l’Algemeen Nederlandsch Verbond (orthographe de l'époque), à laquelle plusieurs personnalités avaient déjà déclaré – dans le registre de la société – vouloir s'affilier.  Une vingtaine d'auditeurs de l'exposé de Meert acceptèrent de devenir membre et de constituer un comité, composé de Johan Kesler (alors président du Distel), J.M. Brans, H. Meert, Maurits Josson, Prosper Van Langendonck, Reimond Stijns et le major Vande Weghe. 
Ce comité provisoire rédigea un projet de principes de base, approuvé lors de la réunion du 9 juin 1895 dans le café De Vos (Le Renard) sur la Grand-Place.  Le comité provisoire y fut constitué comme première branche de l'Union générale néerlandaise et complété par quelques nouveaux membres : Toussaint, Van Besien, Hendrik Coopman, L. De Geest, Léonce Du Catillon, Schamelhout et Thierry.  À partir de 1896, l'Union - alors établie à Gand - commença à publier le bulletin Neerlandia.
Indépendamment de l'initiative de Meert, le Dr H.J. Kiewiet de Jonge, au 24e congres linguistique et littéraire, en 1897, appela à la création d'une association générale de langue néerlandaise.  Certains participants au congrès étaient bien conscients de la constitution de l'ANV en Flandre, et on décida de joindre l'initiative et de transférer le siège de Gand à Dordrecht en 1898 ; la même année, les nouveaux statuts furent approuvés et le secrétariat passa de Meert au Dr Kiewiet de Jonge.  Le groupe des Pays-Bas septentrionaux venait de plus en plus au premier plan depuis le transfert du siège de la société aux Pays-Bas.  Le groupe des Pays-Bas méridionaux s'occupera incessamment à plaider en faveur des intérêts linguistiques des Flamands et favorisait constamment le rapprochement spirituel avec les Pays-Bas septentrionaux, plus développés en matière de langue et de littérature.

### 1898-1914
Au commencement, l'ANV était une association littéraire, dotée d'un zèle missionnaire pour l'éducation, qui essaya de rester en dehors des questions politiques de l'époque.  La néerlandisation de l'Université de Gand, cependant, fut saluée par des expressions de soutien.  Peu à peu, l'Union générale néerlandaise se développa pour devenir l'une des institutions les plus puissantes.  Elle appuyait vigoureusement toute initiative dont pouvaient bénéficier les frères linguistiques en Afrique du Sud, entre autres, par l'établissement d'un excellent bureau de presse indépendant à Dordrecht, qui, à son zénith (vers 1899), employa de dix à vingt personnes qui s'occupaient à rédiger, sur leurs machines à écrire, les réfutations des mensonges et des calomnies, notamment pour des journaux de la presse britannique jingoïste.  Grâce à des dons volontaires, ce bureau pouvait disposer de ressources financières substantielles.  En 1897 commença à fleurir, en Afrique du Sud, un groupe distinct qui comptera, en peu de temps, quelque 1 100 membres.  Après l'issue fatale de la guerre d'indépendance et la dissolution temporaire du groupe sud-africain, l'Union apporta autant d'aide que possible en soutenant les écoles et les bibliothèques en Afrique du Sud par l'envoi de livres aux prisonniers de guerre sud-africains à Ceylan et ailleurs, et par d'autres initiatives similaires.  Les activités de la branche sud-africaine furent toutefois bientôt reprises, et en 1908, l'Union comptait des noyaux à Potchefstroom, Stellenbosch, Bloemfontein, Johannesbourg et Zoutpansberg, si bien qu'elle compta, cette année-là, en tout 224 membres en Afrique du Sud.
Malgré les efforts diligents du Dr Abraham Kuyper, les résultats en Amérique du Nord étaient moins satisfaisants.  En 1900, un groupe distinct fut créé à Java, dans les Indes néerlandaises, qui comptait 1 430 membres en 1908.  En 1902, un groupe fut constitué en Guyane néerlandaise, qui avait déjà 360 membres en 1908.  En outre, l'Union générale néerlandaise consacrait son attention aux communautés néerlandophones établies dans les principales villes de l'Europe, de l'Asie (Constantinople et Smyrne) et en Égypte, ainsi qu'à la réduction des tarifs postaux entre les Pays-Bas et la Belgique.

### 1914-1997
Influencée par les écrits de Pieter Geyl, l'ANV adhéra à la pensée grande-néerlandaise.  Lorsque, peu avant la Seconde Guerre mondiale, l'ANV se distancia de cette pensée, des jeunes sortirent de l'Union et fondèrent leur propre organisation de jeunes.
Pour ne pas trop attirer l'attention, la société n'organisait, pendant la Seconde Guerre mondiale, que peu d'activités dans les régions constituant le noyau du territoire concerné (les Pays-Bas et la Flandre), et elle interrompit la publication de son bulletin Neerlandia.  On continuait cependant le projet de distribution de livres,. 
Depuis 1955, l'ANV décerne le prix ANV-Visser Neerlandia aux personnes et aux institutions s'étant distinguées dans la culture ou dans le bien-être, ou par des mérites personnels, par le drame ou par la musique.  Les fonds nécessaires au financement des prix sont alimentés par les intérêts du capital constitué par un legs échu à l'ANV, comprenant près de la moitié de la succession du philosophe et juriste d'origine juive Herman Lodewijk Alexander Visser, qui avait choisi de se suicider en 1943, pendant la Seconde Guerre mondiale, plutôt que de se faire tuer dans un camp de concentration nazi.  Son souhait était que la langue et la culture néerlandaise ne fussent pas nazifiées, et les critères d'attribution des prix de l'ANV furent fondés sur les dispositions de son testament,.
Dans les années d'après-guerre, l'autonomie accrue de la Flandre conduisit à l'organisation d'activités transfrontalières, qui prirent de telles proportions que l'ANV décida de compléter le noyau existant de l'ANV par un Congres général néerlandais (Algemeen-Nederlands Congres), réalisé en 1979.  L'ANC s'occupait de la politique, des questions environnementales, de l'émancipation, des infrastructures, de la coopération scientifique et des médias.  L'ANC obtint quelques succès, dont la création de l'Union de la langue néerlandaise en 1980 et l'Accord culturel entre les Pays-Bas et la Communauté flamande en 1995.

### 1997-
En 1997, l'ANC, dépourvu de subsides, fut incorporé dans l'ANV.  L'ANV perdit ensuite les subsides des gouvernements flamand et néerlandais parce que les réalisations de l'association n'auraient été démontrables.  Il a fallu attendre jusqu'en 2008 avant que l'ANV ait reconnu qu'elle se trouvait dans l'impasse et qu'elle entreprenne une réorganisation de l'association afin de la rendre plus efficace et plus transparente.  Actuellement, l'Union dispose d'un bureau à Rijswijk, qui soutient les trois sections nationales aux Pays-Bas, en Flandre et en Afrique du Sud.  En outre, deux régions organisent des activités destinées aux membres : l'ANV des deux Limbourg, c'est-à-dire des provinces belge et néerlandaise, et les Flandres orientale et zélandaise,.
De nos jours, l'ANV procède à partir de la mission de promouvoir la coopération entre la Flandre et les Pays-Bas.  Le périodique de Neerlandia / Nederlands van Nu, né en 2003 de la fusion du bulletin de l'ANV et du périodique publié par une association pour la promotion de la langue néerlandaise standardisée, s'est transformé en un magazine moderne, qui comprend des articles ciblant un public plus large.  Depuis lors, l'organisation a obtenu de nouveaux succès, et le nombre de membres augmente progressivement. 
En février 2007, on apprit que, dans l'accord gouvernemental conclu entre l'Appel chrétien-démocrate, le Parti travailliste et l'Union chrétienne, la coalition s'était engagée à soumettre une proposition de loi visant à inscrire la langue néerlandaise comme langue officielle dans la Constitution néerlandaise pour contrer l'anglicisation, pour obliger le gouvernement d'employer correctement la langue et pour défendre sa position au sein de l'Union européenne.  Cette proposition politique découle d'un lobbying de longue haleine de l'ANV, qui, en 2004, avait consacré une conférence sur ce sujet à la Cour (l'ancien couvent des Augustins) de Dordrecht, l'endroit où eut lieu la première assemblée des États libres en 1572.

## Sources
- (nl) Fredericq, Paul, Schets eener geschiedenis der Vlaamsche Beweging (trois volumes), J. Vuylsteke, Gand, 1906-1909, p. 161-172
- (nl) Schepper, Hugo de, Tussen cultuur en politiek: het Algemeen-Nederlands Verbond 1895-1995, Hilversum, Éd. Verloren, 1995
- (nl) N.N., site web de l’Algemeen-Nederlands Verbond
- (nl) N.N., site web de l’ANV (asbl)
- (en) N.N., biographie de Herman Lodewijk Alexander Visser, sur le site web Dutch Jewry
- (nl) N.N., biographie de Herman Lodewijk Alexander Visser, sur le site web Joodsmonument.nl